# مارتن شورت
مارتن شورت (بالإنجليزية: Martin Short)‏ ممثل أمريكي من أصل كندي ولد في (26 مارس 1950، هاميلتون - اونتاريو - كندا).

## حياته
تخرج في المدرسة العليا في هاميلتون بأونتاريو، وحصل على جائزة (إيرل غراي) بعد مشاركته في مسرح الجوزاء في تورنتو، كما حصل على جائزة توني لأفضل ممثل في فيلم موسيقي.

قدم مسلسلا ناجحا يحمل اسمه وكان من تأليفه وهو (مارتن شورت: حفلة لأمريكا الشمالية) ورشح عنه لجائزة التليفزيون الأمريكي، شارك أيضا في أفلام الرسوم المتحركة ومنها (مئة مرقش ومرقش الجزء الثاني) الذي نال عنه جائزة أفضل شخصية كارتونية من جائزة الدي في دي الحصرية، كما كان له دورا مميزا في فيلم (فرانكنويني) وكان يؤدي الشخصية التي يحملها اسم الفيلم إلى جانب شخصيتين أخرتين.

## أعماله
اشتهر مارتن بأعماله الكوميدية، وخاصةً في برامج التليفزيون مثل: برنامج (إس سي تي في) و(ساترداي نايت لايف).

وفي الأفلام مثل: فيلم (الأصدقاء الثلاثة)، وفيلم الخيال العلمي (إنر سبيس)، وفيلم (بيور لوك)، وفيلم (جانجل تو جانجل)، وفيلم (هجوم المريخ!)، وفيلم (والد العروس)، وفيلم (والد العروس الجزء الثاني)، وابتكر أيضًا الشخصيات الكوميدية (جيميني غليك وإد غريملي).

## روابط خارجية
- مارتن شورت على موقع IMDb (الإنجليزية)
- مارتن شورت على موقع ميتاكريتيك (الإنجليزية)
- مارتن شورت على موقع الموسوعة البريطانية (الإنجليزية)
- مارتن شورت على موقع روتن توميتوز (الإنجليزية)
- مارتن شورت على موقع ألو سيني (الفرنسية)
- مارتن شورت على موقع ميوزك برينز (الإنجليزية)
- مارتن شورت على موقع تيرنر كلاسيك موفيز (الإنجليزية)
- مارتن شورت على موقع أول موفي (الإنجليزية)
- مارتن شورت على موقع قاعدة بيانات برودواي على الإنترنت (الإنجليزية)
- مارتن شورت على موقع قاعدة بيانات الأفلام السويدية (السويدية)